# Eoreuma evae
Eoreuma evae là một loài bướm đêm trong họ Crambidae.